# Neoxorides
Neoxorides (лат.) — род наездников-ихневомнид из подсемейства Poemeniinae (Ichneumonidae). Голарктика. 12 видов.

## Описание
Наездники-ихневмониды средних и крупных размеров (1—2 см). От близких групп отличается следующими признаками: коготки всех лапок без предвершинного зубца, простые; висок дорсально грубо скульптирован; мандибулы долотовидные с одним зубцом; клипеус мелкий и плоский; в переднем крыле жилка 3rs отсутствует; второй и третий тергиты очень неясно и слабо пунктированные. Имеют стройное удлиненное тело с длинными яйцекладами. Препектальный валик отсутствует.

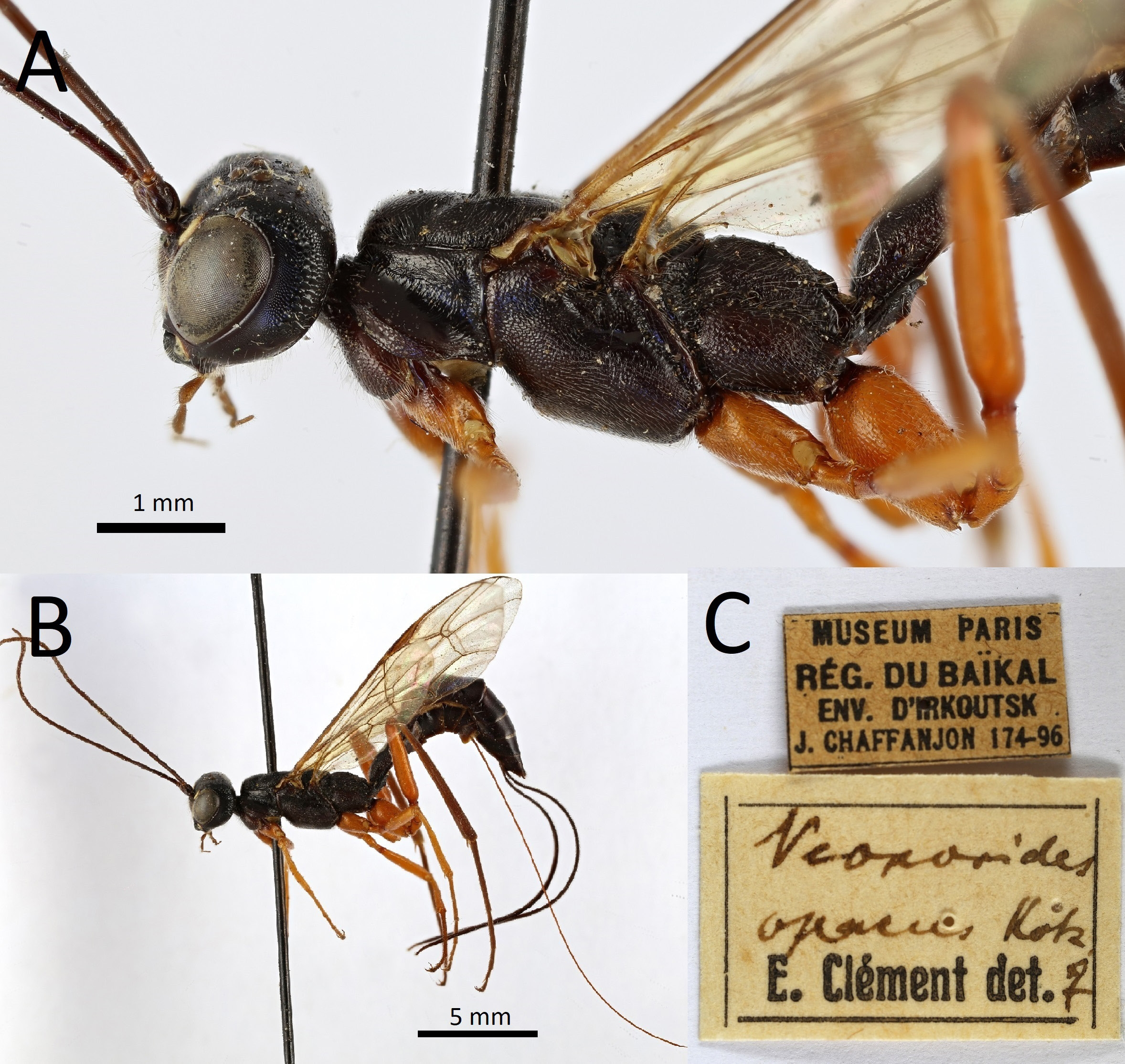
Neoxorides opacus

## Классификация
Мировая фауна включает 12 видов, в Палеарктике — 7 вида, в Европе — 4 вида. Фауна России включает 4 вида наездников-ихневмонид этого рода.
- Neoxorides borealis (Cresson, 1870)[5][6]
- Neoxorides caryae (Harrington, 1891)[7]
- Neoxorides collaris  (Gravenhorst, 1829)[8]
- Neoxorides longiacer  Sheng, 1998[9]
- Neoxorides matsuyamensis  (Uchida, 1928)[10]
- Neoxorides montanus  Oehlke, 1966[11]
- Neoxorides nitens  (Gravenhorst, 1829)
- Neoxorides opacus  (Kokujev, 1903) (в 2021 году восстановлен из синонимии с nitens)[4]
  - =Neoxorides kissi (Ulbricht, 1911)
- Neoxorides pilulus  Townes, 1960[12]
- Neoxorides striatus  Johansson, 2021[4]
- Neoxorides tenuis  Wang & Gupta, 1995[13]
- Neoxorides varipes  (Holmgren, 1860)